# Jacques Rittaud-Hutinet
Jacques Rittaud-Hutinet est un écrivain français né le 10 décembre 1937 à Besançon (Doubs).

## Biographie
Docteur en Lettres, Ingénieur de recherches honoraire à l'Université Lumière Lyon-II où il a dirigé le Centre d'Études et de Recherche en Théâtre et Cinéma (CERTC) puis, détaché à l'Université Savoie Mont Blanc, au Centre d'Études et de Recherches sur l'Imaginaire et la Création (CRIC), il est auteur de nombreux ouvrages et articles portant notamment sur les arts du spectacle – cinéma ancien,, théâtre, peinture, danse, histoire des fêtes. Il est aussi l’auteur de romans, de recueils de poésies, de pièces de théâtre, de textes pour catalogues d'artistes (peintres, sculpteurs), de plusieurs ouvrages sur l'architecte Claude-Nicolas Ledoux et d'une Encyclopédie des arts en Franche-Comté (XIIe – XXe siècle).
Il est le mari de Chantal Leclerc-Chalvet, professeur des universités, spécialiste de l'oralité, connue sous le nom de Chantal Rittaud-Hutinet avec qui il a écrit plusieurs ouvrages
.

## Œuvre littéraire et historique

### Architecture auXVIIIesiècle
- La Vision d'un futur : C. N. Ledoux et ses théâtres, éd. P.U.L., 1983, 194 p., ill. [Prix de l'Académie de Franche-Comté, 1984].
- Lumières et pensées de Claude Nicolas Ledoux, éd. La Taillanderie, 2007, 94 p., ill.
- Claude Nicolas Ledoux : les trois temples, éd. La Taillanderie, 2005, 254 p., ill.
- Claude Nicolas Ledoux, l'œuvre et la vie, éd. La Taillanderie, 2006, 64 p., ill.
- Claude Nicolas Ledoux, créations et projets [catalogue du Musée des maquettes de la Saline royale d'Arc-et-Senans], éd. La Taillanderie, 2007, ill.
- Claude-Nicolas Ledoux, architecte du futur [scénario et dialogues pour un téléfilm (fiction documentaire) produit par le Ministère de la Culture et les éts. Chromatiques ; réalisé par la Mission Câble ; diffusé sur FR 3].
- "Claude Nicolas Ledoux, un initié d'exception", in Une fraternité dans l'histoire. Les artistes et la franc-maçonnerie aux XVIIIe et XIXe siècles, Rakuten, 2005, pp. 83-92
- "Utopie et imaginaire chez Claude-Nicolas Ledoux", conférence donnée au Colloque "Utopie uchronie" organisé par le Grand Collège des rites écossais, 15 juin 2019, Saline Royale d'Arc-et-Senans
- "L'architecture parlante de Claude Nicolas Ledoux", in Lettres comtoises, 2006/1, pp. 97-115

### Cinéma ancien
- Le Cinéma des origines : les frères Lumière et leurs opérateurs, éd. Champvallon/P.U.F., 1985, 250 p., ill.
- Auguste et Louis Lumière : les 1.000 premiers films [catalogue de l’exposition « Photogrammes des frères Lumières » (janvier-juillet 1991), organisé par le Musée d’Orsay], éd. Ph. Sers/Vilo, coll. « Avant garde et Art », Paris, 1990, 246 p., ill[7].
- Auguste et Louis Lumière. Correspondances 1890-1953 [établissement  et annotations du texte], éd. Cahiers du Cinéma, 1994, 398 p., ill., traduit en anglais[3].
- Cent ans de cinéma en Bourgogne [en collaboration avec Nicolas Millet et Hauria Chantre], éd. Conseil Régional de Bourgogne, 1995, 164 p., ill.
- Dictionnaire des cinématographes en France, 1896-1897 [co-auteur : Chantal Rittaud-Hutinet ; avec la collaboration d'Antoine Morin et de Benoît Rittaud), éd. Champion-Slatkine 1999, 624 p., ill.
- Antoine, Auguste et Louis Lumière, éd. Lugd, 1994, 94 p., ill.
- L'Eden des Lumière. La Ciotat et le cinéma (co-auteur : Michel Cornille), éd. Les lumières de l'Eden, 2010, 156 p., ill.
- Les Enfants du cinéma [scénario et dialogues pour un téléfilm de long métrage (120 min) acheté par FR2 et Ph. Dussart productions], 1993.

### Histoire régionale
- Les Fêtes en Franche-Comté, éd. Cabedita, 2010, 230 p., ill.

### Théâtre
- P.-F. Biancolelli, La Promenade des Terreaux de Lyon (préf. Georges Couton) [édition critique et analyse], avec la participation de M. Pruner, éd. Marius Audin-CERTC Université Lumière Lyon 2, 1977, 136 p., ill.
- Des Tréteaux à la scène, le théâtre en Franche-Comté du Moyen âge à la Révolution, éd. Cêtre, 1988, 346 p., ill. [Prix Georges-Jamati, 1988 et Prix du Livre de Franche-Comté, 1989].
- Les Vaudois, pièce en 4 actes, éd. Centre d'études vaudoises (Torre Pellice, Italie), 1993, 68 p.
- La Tueuse, pièce en 2 actes, éd. Phénix, 2000, 48 p.
- Le Grand Jour, pièce en 3 actes, d'après Le jour du Jugement, mystère d'Antechrist (manuscrit du XIVe siècle), éd. Phénix, 1998, 102 p., ill..
- Le Placard, pièce en 2 actes, éd. Phénix, 2000, 70 p.
- La Belle amour, divertissement théâtral et musical, Chambéry, éd. Arts et sciences, 2002, 60 p. [avec le concours de l'université de Savoie, de la Maison des Sciences de l'homme-Alpes, de l'université de Lodz (Pologne), de la Division des relations internationales de l'université de Savoie] (Label « Européen 2003 »).
- L'Architecte et la mer, pièce inspirée par la vie de Le Corbusier, en 2 actes, Chambéry, éd. Arts et science, 2003, 70 p. (Label « Romchamp 2005 »).
- Ledoux, Un rêve dans la nuit, pièce en 3 actes, 2006, inspirée par la vie de Claude Nicolas Ledoux ; éd. du Sekoya, 2008.

### Arts plastiques
- Encyclopédie des arts en Franche-Comté : peinture, dessin, sculpture, gravure (co-auteur Chantal Leclerc), éd. La Taillanderie, 2004, 384 p., 450 reproductions couleur.
- Lumière et peinture, l'invention du Cinématographe, textes écrits sur des œuvres de Guetty Long (peintre), Lyon, éd. de l'AAGL, 1997, 158 p., ill.
- Carrées etc., textes écrits sur des œuvres d'Yves Hasselmann (peintre), éd. de la rue du Mont, 2007, 60 p., ill.
- Le Deuxième Regard, catalogue de l'exposition pour le bicentenaire de C. N. Ledoux, 2006, 80 p., ill. ; édité avec le concours du Conseil général du Doubs, de l'Institut Claude-Nicolas-Ledoux, de la Direction régionale des Affaires Culturelles de Franche-Comté, de l'association Espace 7 et de la ville de Besançon.

### Danse
- Les Quatre corps de la danse (Compagnie de danse lyonnaise Hallet-Egayan), éd. lyonnaises d'art et d'histoire, 2002, 140 p. ill., préface de Gérard Collomb.

### Romans
- Les Frères Lumière, éd. Flammarion, 1996, 350 p., trad. au Brésil.
- Légende pour un temps futur, éd. Comp'act, 1998, 220 p.
- Schisme, Pierre Valdo et le chevalier, éd. Mon Village, 2009, 208 p. (Prix Louis-Pergaud, 2009, et Mention spéciale du Prix de l'Association des écrivains de langue française, 2010).
- Les InFernautes, éd. L'atelier du grand tétras, 2011, 343 p., ill. de Guy Breniaux.
- Les Frères Lumière, l'aventure du cinéma, nouvelle édition revue et augmentée de l'édition de 1996, Cabédita, 2012, 334 p., ill.
- ... et tout serait de l'ombre, éd. Aréopage, 2012, 189 p.
- Claude-Nicolas Ledoux et la Terreur, éd. Cabédita, 2013, 194 p.

### Poésie
- Océanes, éd. Saint-Germain-des-Prés, 1982, 58 p.
- L'Astrée (iconographie de Guy Breniaux), Aréopage, 2014, 88 p., 30 ill. couleur.
- Boréades (iconographie Guy Breniaux), Aréopage, 2016, 80 p., 28 ill. couleur.
- Perséides (iconographie d'Arnaud Courlet de Vregille, Bègles, L'écouleur de la vie, 2019, 100 p., 36 ill. couleur.
- Présences (iconographie de Marie Herreman), Royer, 2020, 48 p., 21 ill. couleur
- On naît parfois d'un sourire (aphorismes), Sydney Laurent, 2022, 156 p.